# 尤金·派克

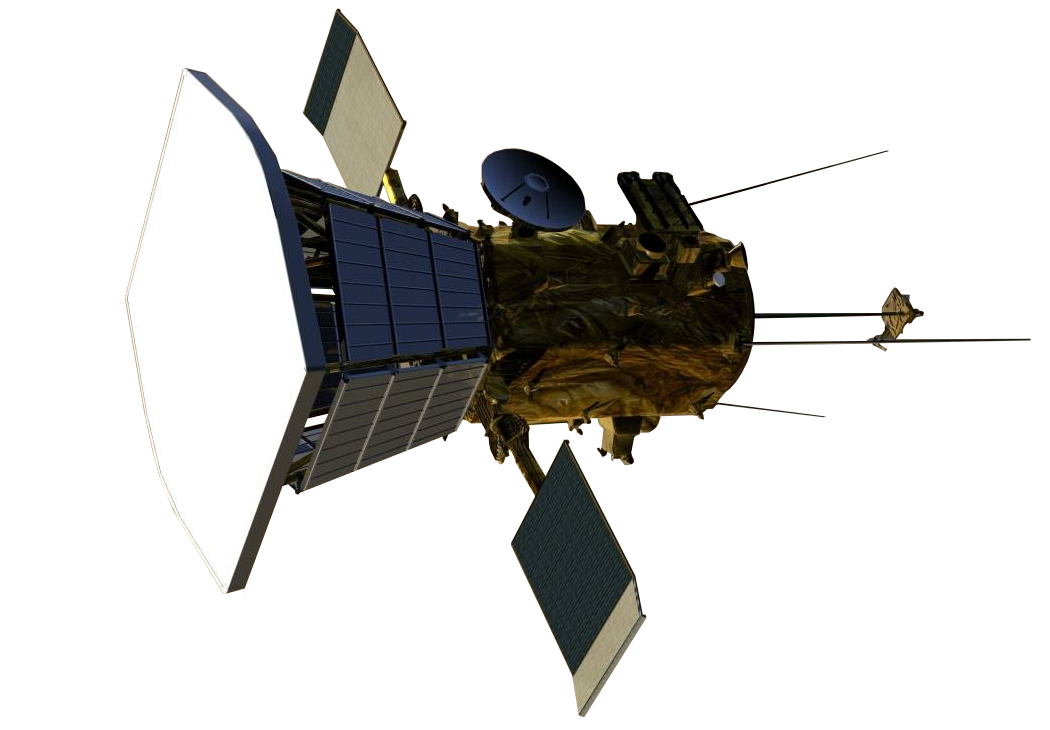
以他命名的航天器帕克太陽探測器

尤金·纽曼·派克（英語：Eugene Newman Parker，1927年6月10日—2022年3月15日
），美國天文學家。

## 人物
尤金·派克於1948年自密西根州立大學學士畢業，1951年自加州理工學院取得博士學位。1950年代他研究出太陽風的理論，並預測帕克螺旋的存在。
派克於1967年被選為美国国家科学院的院士。至2005年，他仍然在芝加哥大学研究。兒女都是芝加哥大學的教職員。

## 奖项和荣誉
獎項
- 1969年美國國家科學院阿克托夫斯基獎章（英语：Arctowski Medal）[2]
- 1969年美國天文學會亨利·諾利斯·羅素講座
- 1978年美國天文學會太陽物理學部喬治·埃勒里·海爾獎
- 1989年美国国家科学奖章
- 1992年英國皇家天文學會金質獎章
- 1997年布魯斯獎
- 2003年京都賞
- 2002年美國物理學會詹姆斯·克拉克·麦克斯韦等离子物理学奖（英语：James Clerk Maxwell Prize in Plasma Physics）
- 挪威科学与文学院會員[3]

命名事物
- 小行星11756
- 帕克太陽探測器，2018年10月29日，帕克太陽探測器同日打破太陽神2號於1976年創下的（距太陽表面4,273萬公里）紀錄，成為有史以來最接近太阳的人造物體。[4]其將繼續前進，預計11月上旬飛至預定位置（將距離太陽表面2,400萬公里）。[5]

## 書籍
- Cosmical Magnetic Fields: Their Origin and their Activity, 1979, Oxford University Press. ISBN 978-0198512905.
- Spontaneous Current Sheets in Magnetic Fields: With Applications to Stellar X-rays, 1994, Oxford University Press. ISBN 978-0195073713.
- Conversations on Electric and Magnetic Fields in the Cosmos, 2007, Princeton University Press. ISBN 978-0691128412.